# Cymothoe cyclades
Cymothoe cyclades är en fjärilsart som beskrevs av Ward 1871. Cymothoe cyclades ingår i släktet Cymothoe och familjen praktfjärilar. Inga underarter finns listade i Catalogue of Life.